# Croix Rousse (montagne)
Pour l’article homonyme, voir La Croix-Rousse.
La Croix Rousse ou Croce Rossa est un sommet des Alpes grées culminant à 3 566 ou 3 571 mètres d'altitude à la frontière entre la France et l'Italie.

## Géographie
Ce sommet des Alpes grées est au carrefour de la vallée de la Maurienne et des vallées de Lanzo. Il fait partie d’une série depuis le mont Tour, en passant notamment par la Bessanèse et la Levanna jusqu'à la pointe de la Galise, pics marquant la frontière entre la Savoie et le Piémont et la vallée d’Aoste, côté italien.

## Ascension et randonnée
Il existe deux possibilités d'ascension :
- depuis Bessans, en passant par le col de la Valette à 3 212 mètres[4], puis longer l'arête sud (PD) rocheuse et aérienne, parcours sans grande difficulté ;
- depuis l'Italie, s'effectue depuis le refuge Luigi Cibrario en rejoignant également le col de la Valette puis longer de la même manière l'arête sud.

### Refuges
Les refuges de montagne qui peuvent être utilisés comme points de départ pour l'ascension vers le sommet ou pour un circuit autour de la montagne sont les suivants :
- refuge d'Avérole - 2 210 mètres ;
- refuge Luigi Cibrario - 2 616 mètres.